# Gymnázium Děčín
Gymnázium Děčín je krajská příspěvková organizace, která poskytuje všeobecné středoškolské vzdělání formou čtyřletého a osmiletého studia.

## Historie
V květnu 1897 přijalo děčínské městské zastupitelstvo návrh na založení gymnázia, předložený městskou radou. Současně byl ustaven městský přípravný výbor pro zřízení komunálního gymnázia, neboť se předpokládalo, že ministerstvo školství odmítne zřídit ústav jako státní školu (předpoklad se ukázal být správným). V červnu 1898 povolilo ministerstvo městu Děčínu zřídit na vlastní náklady reálné a vyšší gymnázium.
Roku 1917 zde složila maturitní zkoušku držitelka Nobelovy ceny Gerty Coriová.
Reálná gymnázia začala vznikat v šedesátých letech jako nový typ střední školy, který spojoval klasické gymnázium s moderní reálkou, a měl tedy připravovat studenty jak pro univerzitu, tak pro techniku. Ve sloučení humanitních a reálných složek vzdělání spatřovala společnost, která se v procesu industrializace, urbanizace a demokratizace rychle měnila, cestu k modernímu druhu vzdělání. Aby ten mohl odpovídat novým požadavkům doby. bylo třeba využít předností jak gymnaziálního, tak i reálného typu vzdělání, a naopak se vyhnout jejich nedostatkům. Praxe reálných gymnázií však trpěla mnoha problémy, zejména značným přetěžováním studentů – ti museli zvládnout více látky a přitom absolvovali s menšími vědomostmi, než studenti gymnázií a reálek.
V roce 2006 byla otevřena nová multimediální učebna postavena za pomocí Nadace ČEZ.

## Charakteristika studia
K osmiletému studium se přihlašují žáci základních škol, na gymnázium nastoupí po dokončení prvního stupně základní školy. Od prvního ročníku nižšího gymnázia je jedním z předmětů anglický jazyk. Ve druhém ročníku si studenti vybírají, zda chtějí tento školní rok studovat základy programovacích jazyků, nebo výtvarnou výchovu. V tercii je čeká zásadnější volba mezi dvěma cizími jazyky - němčinou a francouzštinou, při čemž se na jeden z těchto jazyků zaměří po zbytek studia. Mimo to si také vybírají mezi studiem ekologie a přídavnými hodinami hudební výchovy. Tyto předměty studují pouze jeden rok. V kvartě si studenti vybírají mezi jednoletou praktickou chemií a cvičeními z českého jazyka. Po kvartě se studenti stávají součástí vyššího gymnázia společně se studenty čtyřletého gymnázia. V kvintě studenty čeká rozhodnutí, zda chtějí následující dva roky studovat výtvarnou výchovu, nebo hudební výchovu. V tomto ročníku se studenti také učí plynnému ovládání klávesnice všemi deseti prsty. V septimě si studenti vybírají dva semináře z široké škály možností. V posledním roce je seminářů v nabídce ještě více a studenti musí povinně docházet na tři, také si vybírají tři předměty podle toho, co chtějí studovat dále, při čemž se připravují na přijímací zkoušky a maturitu.

## Zájmové aktivity studentů[3]
- Sportovní klub
- Divadelní klub při Gymnáziu Děčín
- Pěvecký sbor a Hudební klub
- Studentský časopis Žákovská knížka
- Studentská rada
- Závodní tým RC aut na vodíkový pohon